# Гара за двама
„Гара за двама“ (на руски: Вокзал для двоих) е съветски игрален филм (драма) от 1982 година на режисьора и по сценарий на Елдар Рязанов. Оператор е Вадим Алисов. Музиката е композирана от Андрей Петров. Филмът излиза на екран от 11 февруари 1983 г. в СССР.

## Сюжет
Платон пътува с влака "Москва-Душанбе" до град Грибоедов. На междинната гара отива да обядва в гаровия ресторант. Комплексният обяд се оказва отвратителен. Платон отказва храната и се опитва да си тръгне, но сервитьорката Вера иска плащане и не пуска Платон от ресторанта, в резултат на което той закъснява за влака...

## Създатели
- Режисьор: Елдар Рязанов
- Сценаристи: Емил Брагински, Елдар Рязанов
- Оператор: Вадим Алисов
- Художник: Александър Борисов
- Композитор: Андрей Петров
- Режисьор: Леонид Черток
- Редактор: Валерия Белова
- Звуков инженер: Олег Зилберщайн
- Текст: Елдар Рязанов
- Диригент: Сергей Скрипка
- Дизайнер на костюмите: Едит Приеде
- Оператор: Пьотър Кузнецов
- Гримьори: Любов Куликова, Ирина Морозова
- онсултант: Николай Гридасов
- Редактор: Любов Горина
- Музикален редактор: Раиса Лукина
- Режисьор: Лазар Милкис

## Актьорски състав
- Людмила Гурченко в ролята на Вера Николаевна Нефедова, сервитьорка в гаровия ресторант
- Олег Басилашвили - Платон Сергеевич Рябинин, пианист
- Никита Михалков - Андрей, водач, любовник на Вера
- Нонна Мордюкова - "Чичо Миша", прекупвач
- Михаил Кононов като Николаша, полицейски лейтенант
- Анастасия Вознесенская - Юлия, дежурен в Интурист
- Татяна Догилева като Марина, дежурен в Интурист
- Олга Волкова като Виолета, сервитьорка
- Александър Ширвиндт - Александър Анатолиевич (Шурик), пианист в ресторант
- Раиса Етуш в ролята на Люда, сервитьорка
- Темурмалик Юнусов като продавач на пъпеши (посочен като "Темур Юнусов")
- Станислав Садалски - алкохолик на гарата
- Нина Паладина - купувач на пъпеши
- Алла Будницкая като Маша, съпругата на Платон, телевизионен синоптик
- Виктор Борцов - пиян посетител на ресторант
- Елдар Рязанов като Иван Кузмич, зам.-началник на ж.п
- Анатолий Скорякин - началник на колонията